# Joaquín Arenas
Joaquín Arenas (Castilla la Nueva, circa 1777 - Ciudad de México, 2 de junio de 1827) fue un fraile dieguino (rama de los franciscanos descalzos) que vivió la transición de la Independencia de México. En 1827, fue acusado de conspirar para restaurar a Fernando VII como rey de Nueva España, fue enjuiciado y sentenciado a muerte.

## Semblanza biográfica
Fue capellán del hospital militar de Chihuahua en donde vivía en compañía de una mujer. Por tal motivo, el obispo de Durango Juan Francisco de Castañiza y González ordenó su traslado a la Ciudad de México. Se le atribuyó haber dirigido una destilaría, un garito, y tener una fábrica de moneda falsa, la cual operaba con la apariencia de una fábrica de jabón.
Dolido por el estado en que se encontraba la religión católica en México, infirió que la situación era responsabilidad del gobierno liberal y deseó volver al régimen absolutista de Fernando VII para restablecer las relaciones con la Santa Sede. El 18 de enero de 1827, se puso en contacto con el general Ignacio Mora para proponerle su plan. El general fingió estar de acuerdo, pero denunció puntualmente la conspiración al gobierno. Guadalupe Victoria designó una comisión conformada por el diputado José María Tornel, el senador Francisco Molinos del Campo y tres militares más para investigar el caso. La segunda reunión se realizó el 19 de enero, en esta ocasión el fraile Arenas fue acompañado por fray Francisco Martínez, religioso dominico. Mora le pidió repetir nuevamente su plan, acto seguido, los frailes fueron aprehendidos.  
El coronel José Antonio Facio y el teniente Manuel Adonegui fueron designados fiscal y defensor respectivamente. El 24 de febrero fue publicada su sentencia condenatoria. El 2 de junio, Joaquín Arenas fue fusilado con un letrero en pecho que decía "por traidor a la nación", junto con Martínez y Segura su escribiente. La investigación vinculó al general Greogorio Arana, quien también fue ejecutado, así como a Pedro Celestino Negrete y José Antonio Echávarri quienes fueron desterrados del país. Esta conspiración exacerbó los ánimos de la población en contra de los españoles y el clero. Fue un hecho que apoyó la tendencia antiespañola de la logia masónica de los yorkinos y que desprestigió a la logia masónica de los escoceses.
La polémica causada por esta situación desembocó en la publicación de Ley de Empleos del 10 de mayo de 1827, la cual prohibía a los españoles ocupar cargos públicos o eclesiásticos y en la ley del 20 de diciembre que decretaba la expulsión de los españoles de México. Poco antes de morir, José Joaquín Fernández de Lizardi escribió la obra La tragedia del padre Arenas.